# 欧洲反计算机病毒协会
欧洲反计算机病毒协会（英語：European Institute for Computer Antivirus Research，缩写：EICAR）是一個为了提高反病毒研究的深度和促进防毒软件的发展的組織，创建于1991年。最近，EICAR已经将恶意软件纳入到它的研究范畴，工作范围也延伸到信息安全领域，例如内容安全、无线网络安全、射频识别和信息安全意识等。

## EICAR测试檔案
欧洲反计算机病毒协会为了测试计算机反病毒程序（杀毒软件）的反应，开发出EICAR测试檔案。它的用意就是想让个人用户、公司和杀毒软件程序员，在不使用真正的计算机病毒的情况下，来测试他们的软件。因为一旦杀毒软件没有做出正确的应对，可能会引起严重的损失。EICAR将这种使用活病毒对杀毒软件的测试，比喻成是在一个垃圾桶里放了一把火来测试火警系统的灵敏度，推出EICAR测试文件也正是为了安全考虑。
一个合格的病毒扫描程式在扫描该檔案时，應該会有如同扫描到真正的恶意代码一样完全一致的反应。除了用于直接检测外，它还有很多种灵活的应用方式：比如将一个包含有EICAR测试字符串的檔案压缩或制作成压缩檔案，然后觀察杀毒软件是否可以扫描出压缩檔案中的EICAR测试字符串。
該测试檔案是一個被简化为只有68或70位元組大小的文字檔案，其實質是一個可执行的COM檔案，它能够在微软操作系统和一些相容的系统环境（譬如OS/2）下运行。当命令被执行时，它将显示“EICAR-STANDARD-ANTIVIRUS-TEST-FILE!”（EICAR标准反病毒毒测试文件！），然后停止运行。测试字符串是经过专门设计的，全部是由ASCII表中的人类可阅读的字符组成，因此可以很轻松的通过使用标准电脑键盘创建它。围绕测试字符串执行的限制而产生的技术问题，可以通过使用自行修改代码来解决。